# Famille Barrin de La Galissonnière
La famille Barrin de La Galissonnière est une famille éteinte de la noblesse française, originaire du Bourbonnais, connue dès 1415, et dont la branche ainée aurait fait souche en Bretagne au XVIe siècle. Toutefois Chérin (rapporté par Chaix d'Est-Ange) conteste une origine aussi ancienne, produite lors de la recherche de la noblesse de Bretagne en 1669 sur des titres douteux. Cette famille s'est éteinte en ligne masculine en 1828 avec son dernier représentant, Augustin Barrin de La Galissonnière.

## Histoire
Selon Chérin, sa fortune viendrait d'un aumônier du connétable de Montmorency, Toussaint Barrin, qui acquit de grands biens en Bretagne ainsi qu'une charge au parlement dont il fit profiter sa famille. Son frère Jacques, seigneur des Bulhières, archer des gardes du corps du Roi, qui testa en 1557, eut de Gabrielle Leblanc 3 filles et 3 fils, Jacques II, Anne et Pierre. 
Selon d'autres, Pierre Barrin, sieur des Ruilliers (à Saint-Bonnet-de-Rochefort) et des Billonnières (à Contigny), archer à Charroux (Allier), marié avec Gabrielle Le Blanc, eut pour fils :
- Jacques Barrin, seigneur de Boisgeffroy (à Saint-Médard-sur-Ille) et de la Galissonnière (à Saint-Jean-de-Béré), né vers 1531, établi en Bretagne, président à mortier au Parlement de Bretagne (1577-1593), à Rennes (Ille-et-Vilaine) ;
- Annet Barrin, sieur des Ruilliers, né vers 1535, demeuré en Bourbonnais, homme d'armes des ordonnances du roi, capitaine de la milice de Charroux.

Les branches bretonnes ont donné deux présidents à la Chambre des comptes de Bretagne (à Nantes) en 1610 et 1713 et deux présidents des requêtes au Parlement de Bretagne (à Rennes) de 1600 à 1700.

## Branches

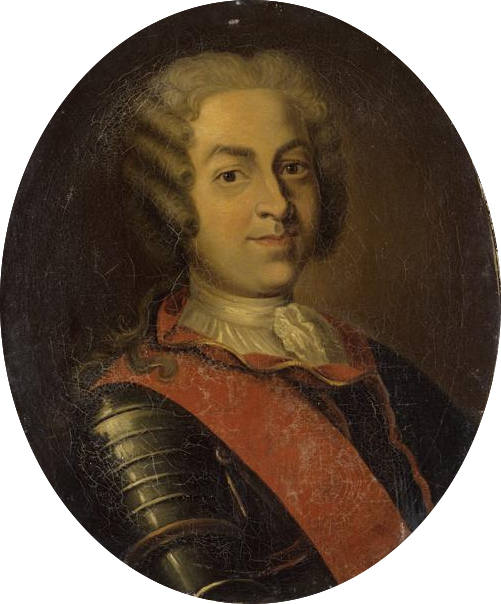
Antoine Graincourt, Portrait de Rolland-Michel Barrin, comte de La Galissonnière (1693-1756) (XVIIIe siècle), château de Versailles.

### Branche de Boisgeffroy
- La branche ainée de Boisgeffroy eut pour auteur René Barrin, marquis de Boisgeffroy en 1644, et s'est éteinte en 1718.

### Branche de la Galissonnière
- Jacques 2, frère puiné de René (Boisgeffroy), fut père de Jacques 3, conseiller au parlement de Rennes, Intendant de Rouen, vicomte de la Jannière (1644) et marquis de la Galissonnière (1658).
- Rolland Barrin de La Galissonnière (1646-1736), lieutenant-général des armées navales. Il est le premier des « marins » de la famille. Après le partage du marquisat, il fut confirmé en 1700 marquis de la Galissonnière, assis sur la vicomté de la Jannière[3].
- Rolland-Michel Barrin de La Galissonnière (1693-1756), lieutenant-général des armées navales, administrateur colonial, gouverneur intérimaire de la Nouvelle-France de 1747 à 1749, fils du précédent.
- Augustin Barrin de La Galissonnière (1757-1828), maréchal de camp (1788), député de la noblesse de la sénéchaussée d'Angers aux États généraux de 1789[5], lieutenant général honoraire (1814).

### Branche de Fromenteau
- Achille Marc Barrin de Fromenteau (1715-1782), gouverneur de Brouage, lieutenant-général des armées du roi., marquis de Fromenteau en 1760.

### Branche des Ruilliers
- Toussaint Barrin, archer dans la compagnie des ordonnances du connétable Anne de Montmorency, blessé à la bataille de Saint-Quentin (1557), puis abbé de Saint-Maurice-de-Carnoët (1581).

## Terres et titres
Selon Pol Potier de Courcy :

### En Bourbonnais
- Seigneurs de la Billonière, des Ruilliers.
- Seigneurs des Rouxières.

### En Bretagne
- Marquis de Boisgeffroy (1644), paroisse de Saint-Médard-sur-Ille.
- Marquis de la Galissonnière (1658), paroisse du Pallet (bien que le premier manoir fut en Saint-Jean-de-Béré). Ce marquisat fut partagé et démembré quelques dizaines d'années plus tard. Un deuxième marquisat fut érigé sous ce nom en Anjou (voir ci-dessous).
- Vicomtes de la Jannière (1644) et seigneurs de La Coignardière, paroisse de Monnières (Loire-Atlantique).
- Seigneurs de Vincelles, de la Bidière, paroisse de Maisdon.
- Vicomtes de Tréguil, paroisse d'Iffendic, et de Talensac, paroisse éponyme (1644).
- Vicomtes de Lessongère, paroisse de Saint-Herblain (1642).
- Baron de Montbarrot (1671), paroisse de Saint-Aubin de Rennes.
- Marquis de Fromenteau (1760), et seigneurs de Laudigère et des Montils, paroisse de Vallet (Loire-Atlantique).
- Seigneurs de la Lussonnière, paroisse de la Chapelle-Hullin.
- Seigneurs du Plessis-Guerriff, paroisse de Pipriac.
- Seigneurs du Petit-Palet, de Bazoges, du Bas-Briacé, paroisse du Loroux-Bottereau.
- Seigneurs du Bois-Rouault, paroisse de Mouzillon.

### En Anjou
- Marquis de la Grande Guerche (1701), paroisse de Saint-Aubin-de-Luigné.
- Marquis de la Galissonnière (1723), marquisat érigé une seconde fois sur la seigneurie de Pescheseul (en Avoise, Sarthe), après le démembrement du premier marquisat.

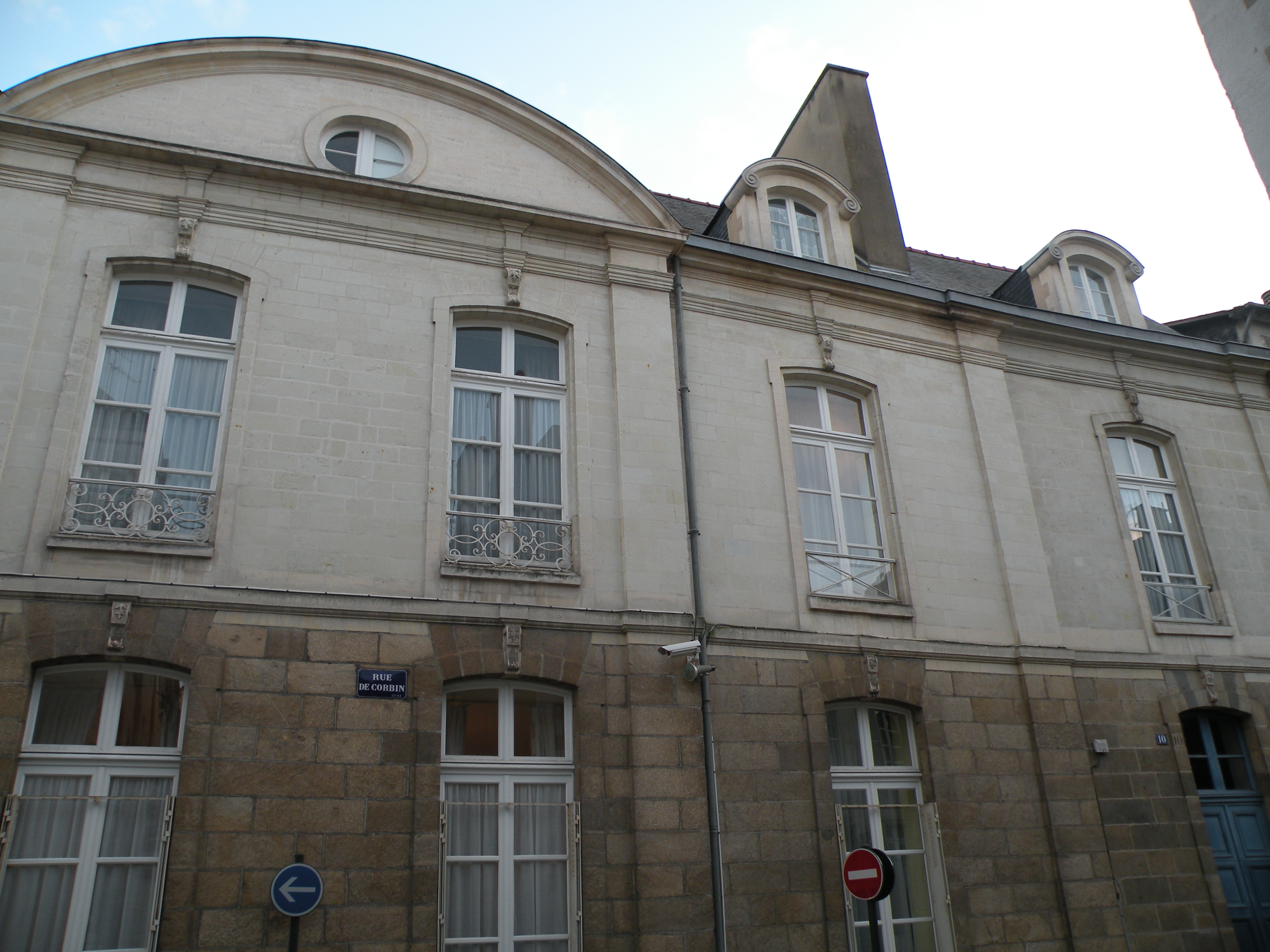
Hôtel de Châteaugiron, Rennes

## Châteaux et demeures
- Château du Boisgeffroy (XIIIe siècle et XVIIIe siècle) à Saint-Médard-sur-Ille.
- Hôtel de Châteaugiron, ou hôtel de Boisgeffroi[6] à Rennes. Le corps de logis double bâti vers 1610 par André Barrin, seigneur de Boisgeffroi, fut transformé au cours des siècles par ses propriétaires successifs, pour devenir l'actuel hôtel de commandement de la Région terre nord-ouest[7].
- Château de Derval et le manoir de la Haye.

## Armes
| Image | Armes de la famille                                                    |
| ----- | ---------------------------------------------------------------------- |
|       | Famille Barrin D'azur, à trois papillons d'or, - Supports : deux lions |

| Image | Armoiries communales |
| ----- | --- |
|       | Le papillon du blason de Monnières (Loire-Atlantique) est très probablement issu des armes de la famille Barrin : D'azur à l'écusson de gueules chargé d'une grappe de raisin d'argent, accompagné en chef dextre d'une clef versée, en chef senestre d'un moulin à vent, et en pointe d'un papillon, le tout d'or ; au chef d'hermine. |